# ペニンシュラクーター
ペニンシュラクーター（学名：Pseudemys peninsularis）は、ヌマガメ科クーターガメ属に分類されるカメ。

## 分布
アメリカ合衆国（フロリダ州）固有種
模式標本の産地（模式産地）はバスコ郡（フロリダ州）。種小名peninsularisは「半島の」の意で、フロリダ半島の固有種やフロリダ半島産であることに由来し和名や英名と同義。

## 形態
最大甲長40.3センチメートル。オスよりもメスの方が大型になり、オスは最大でも甲長33センチメートル。背甲はややドーム状に盛り上がり、上から見ると第7縁甲板と第8縁甲板の継ぎ目周辺で最も幅広い卵型。項甲板はやや大型で、後方が幅広い等脚台形。項甲板が背甲の最も前部に位置し、背甲の前端が凹まない。背甲の色彩は褐色や暗黄色、黒で、細く黄色い横縞が入る。第2肋甲板には太い弓型の筋模様や横縞が入るが、筋模様の端が枝分かれすることもある。老齢個体では雌雄共に体色が暗くなる。
背甲と腹甲の継ぎ目（橋）や腋下甲板には暗色斑が入る個体もいるが、鼠蹊甲板には斑紋が入らない。腹甲には斑紋が入らない個体が多く、色彩は黄色一色。
頭部はやや小型か中型。上顎の先端が凹んだり、上顎や下顎の外縁が鋸歯状に尖ることはない。頭部や頸部、四肢、尾の色彩は暗黄色や暗褐色、黒で、淡黄色や黄色の筋模様が入る。後頭部から頸部にかけて左右に1つずつヘアピン状（カーブが前方にあるアルファベットの「U」字状）の斑紋が入る。喉に後方が分枝するアルファベットの「Y」字状の筋模様が入る。
卵は長径2.9-4.1センチメートル、短径2-2.7センチメートル。幼体は椎甲板に筋状の盛り上がり（キール）があるが、成長に伴い消失する。

## 分類
形態や酵素の電気泳動解析から本種を独立種とする説が有力だが、リバークーターの亜種フロリダクーターを独立種コモンクーターとし本種をその亜種とする説もある。

## 生態
湖沼や湿原、湿性草原などに生息し、底質が泥で水生植物の繁茂する水深がやや浅い止水域を好む。クーター属の別種が生息していない場所では水深が深い水場や河川にも生息する。昼行性だが、夏季に気温の高い日は薄明薄暮性傾向が強くなる。
食性は植物食の強い雑食で、水生植物（アオウキクサ属、イバラモ属、オオカナダモ属、オモダカ属、セキショウモ属、フサモ属、マツモ科など）、コケ（ヤナギゴケ属など）、藻類、魚類、両生類の幼生、昆虫、甲殻類などを食べる。幼体は動物食傾向が強いが、成長に伴い植物食傾向が強くなる。
繁殖形態は卵生。周年交尾や産卵を行う。基底が礫の開けた場所に穴を掘り、主に秋季から翌年の春季にかけて1回に10-29個の卵を数回に分けて産む。産卵巣の周囲に1個もしくは複数個の小さな穴を掘り、その中に1-2個の卵を小分けに産むこともある。これは小分けに産んだ卵が捕食者に食べられることで、まとめて産んだ卵の捕食を避けるためだと考えられている。卵は80-150日で孵化する。

## 人間との関係
逸出個体の発見例があること、在来種との競合などの生態系への懸念、アカミミガメの代替となる可能性があることから属単位で要注意外来生物に指定されている。
ペットとして飼育されることもあり、日本にも輸入されている。流通量は多く、主に養殖された幼体が流通する。リバークーターと混同されることもあり、フロリダークーターとして流通していたのは主に本種だったとされる。大型になるため、大型のケージが用意できない場合は一般家庭での飼育にはむかない。飼育下では人工飼料や乾燥飼料にも餌付くが、成長に伴い葉野菜や水草、植物質が多く含まれる鑑賞魚用の人工飼料等を与えて植物質を摂取する割合を増やすようにする。